# District de Debrecen
Le district de Debrecen (en hongrois : Debreceni járás) est un des 10 districts du comitat de Hajdú-Bihar en Hongrie. Créé en 2013, il compte 217 217 habitants et rassemble seulement 2 villes, Hajdúsámson et Debrecen, son chef-lieu.
Cette entité existait déjà auparavant, jusqu'à la réforme territoriale de 1983. Elle s'appelait "Balmazújvárosi járás" (Balmazújvárosi járás) jusqu'en 1901 puis "District Central" (Központi járás) jusqu'à la réorganisation comitale de 1950. C'est cette même année que le district est devenu "District de Debrecen" et est passé du comitat de Hajdú à l'actuel Hajdú-Bihar.

## Localités
- Debrecen
- Hajdúsámson